# Centro Electrotécnico y Comunicaciones
Centro Electrotécnico y Comunicaciones, kurz CEYC, war ein spanischer Hersteller von Automobilen.

## Unternehmensgeschichte
Das Unternehmen aus Madrid unterstand dem spanischen Kriegsministerium und stellte Personenwagen her. Juan Antonio Hernandez Nùnez war der Konstrukteur, für die Produktion war José Tafir Funes zuständig. Zwischen 1922 und 1931 entstanden etwa 1160 Fahrzeuge, von denen eines heute noch existiert.

## Fahrzeuge

### Markenname CEYC
Die Fahrzeuge für das spanische Militär erhielten den Markennamen CEYC. Das Modell 4/10 HP erschien 1922 und blieb bis 1928 in Produktion. Für den Antrieb sorgte ein Vierzylinder-Zweitaktmotor mit 792 cm³ Hubraum (60 mm Bohrung, 70 mm Hub) und 16 PS Leistung.

### Markenname Euskalduna
Die Compania Euskalduna de Construcción y Reparación de Buques S.A. aus Bilbao fertigte zwischen 1925 und 1928 in ihrem Werk in Madrid das gleiche Modell für private Käufer. Der Markenname lautete Euskalduna.

### Markenname Diana
Unter dem Markennamen Diana sollte ein größeres Modell vermarktet werden, allerdings kam es zu keiner Serienproduktion. Zwischen 1929 und 1931 entstand lediglich ein Prototyp. Der Vierzylinder-Viertaktmotor mit 2270 cm³ Hubraum (85 mm Bohrung, 100 mm Hub) leistete 40 PS. Die Karosserie bot Platz für sechs Personen.